# Снеддон, Том
Том Снеддон (англ. Tom Sneddon; 22 августа 1912, Ливингстон — 11 декабря 1983, Чадуэлл-Хит) — шотландский футболист и тренер.

## Карьера
В качестве футболиста выступал на позиции защитника за команды «Куин оф зе Саут» и английский «Рочдейл». После окончания карьеры Снеддон занялся тренерской деятельностью. В качестве наставника он дебютировал в братиславском «Словане». В 1948 году шотландец некоторое время возглавлял сборную Нидерландов. Позднее Снеддон руководил Гонконгом, который он привел к единственной за всю его историю бронзе на домашнем Кубке Азии в 1956 году.

## Достижения
- Бронзовый призер Кубка Азии (1): 1956.